# Larischia animosa
Larischia animosa là một loài tò vò trong họ Ichneumonidae.